# Mildred Cable
Alice Mildred Cable (chinesisch 盖群英, Pinyin Gài Qúnyīng; * 21. Februar 1878 in Guildford; † 30. April 1952) war Missionarin der China-Inland-Mission.

## Leben
Cable war die Tochter eines wohlhabenden Tuchhändlers in Guildford und hatte früh in ihrem Leben beschlossen, Missionarin zu werden. Sie studierte Pharmazie und Humanwissenschaften an der Universität London. Sie war zuerst mit einem Mann liiert, der auch Missionar werden wollte, aber er änderte dann seine Absicht und wollte sie nicht heiraten, ohne dass sie auch diese Absicht aufgeben würde. Sie löste die Verlobung und schloss sich 1901 der China-Inland-Mission an. Dort traf sie Evangeline (Eva) French, eine Missionarin, die nach ihrem ersten Heimaturlaub nach China zurückkehren wollte. Beide arbeiteten für den Rest ihres Lebens zusammen.
Cable und French wurden in Huozhou, Shanxi stationiert und bereisten die ganze Umgebung. Evas jüngere Schwester Francesca traf zu den beiden im Jahre 1910 (nach einigen Quellen 1908) und sie wurden bekannt als das "Trio". Nach 20 Jahren in Huozhou meinten sie, die Mission sollte in die Hände chinesischer Mitarbeiter gelegt werden. Sie wollten dann im relativ unbekannten, überwiegend muslimischen Westen Chinas arbeiten. Zwar gab es Bedenken dagegen, Frauen gerade in dieser Region missionieren zu lassen, aber ihr Vorschlag wurde schließlich im Jahr 1923 angenommen. 
Ausgangspunkt des "Trios" war Jiuquan, im äußersten Westen der Provinz Gansu.

## Reisen in Zentralasien
Die folgenden 13 Jahre, nach den Worten von Mildred Cable: "Von Etzingol bis Turpan, von Jiuquan bis Chuguchak, verbrachten wir ... jahrelang folgend den Handelswegen, Karawanenstraßen, suchten zahllose Pfade und erkunden versteckte Oasen .... Fünf Mal durchquerten wir die Wüste, und wurden ein Teil ihres Lebens." Über Cables und Frenchs Buch "Die Wüste Gobi" wurde gesagt, dass "dies vielleicht das beste von vielen guten Bücher über Zentralasien und die alten Seidenstraße durch die Wüsten des westlichen China ist."
Im Juni 1923 reisten sie in Zentralasien 1.500 Meilen (2.414 km), um zu evangelisieren, und erreichten Zhangye (dann Kantschou genannt). Zhangye war die letzte Stadt innerhalb der Großen Mauer. Ein chinesischer Evangelist arbeitete bereits dort, und auf seine Bitte blieben sie zu einer Bibelschule über den Winter. Als der Sommer kam, reisten sie weiter, durch den Hexi-Korridor nach Westen, diesmal zusammen mit einigen der chinesischen Gläubigen, die sie ausgebildet hatten. Sie mieteten Häuser für sich und ein Gebäude für eine Kirche in Jiuquan, die danach ihre Missionsstation wurde. Von Jiuquan aus gingen sie auf ausgedehnte Reisen, verkauften und verschenkten Bibeln und christliche Literatur, bis zu den tibetischen Dörfer in der Provinz Qinghai, zu mongolischen Siedlungen und muslimischen Gemeinden in der Provinz Xinjiang. Sie studierten die uigurische Sprache, um mit muslimischen Frauen sprechen zu können, wobei es nur wenige Konvertiten unter den Muslimen gab.
Crescent Lake war eine der Oasen, die Cable und die French-Schwestern besuchten.
Das Frauen-Trio war unabhängig, willensstark und mutig. Eva French wurde dafür kritisiert, weil sie in ihrer chinesischen Gemeinde Heiligabend 1924 Kommunion feierte, was zu dieser Zeit nur Männer durften. Sie ließ sich aber nicht einschüchtern von der Kritik, und Mildred Cable feierte am folgenden Osterfest ebenfalls die Kommunion. Ihre Art des Reisens in Zentralasien unterschied sich von den zeitgenössischen Expeditionen der Asien-Forscher, wie Aurel Stein und Sven Hedin, die oft in großen Wohnwagen reisten mit bewaffneten Wächtern. Das Frauen-Trio belud die Wagen mit religiöser Literatur und durchquerte die Seidenstraße alleine oder nur mit ein paar chinesischen Mitarbeitern.
Die zwischenmenschlichen Beziehungen im "Trio" waren so ausgestaltet, dass Mildred Cable die 'Vaterfigur' war, Francesca die Mutter, und Eva das willensstarke wunderbare Kind. Mildred wurde von einigen ihrer Kollegen als "Napoleon" bezeichnet.
Bei ihrer Reise in den Heimaturlaub nach England 1926 reisten sie durch das russische Sibirien. Nach ihrer Rückkehr im Jahre 1928 unternahmen sie eine einjährige Reise in Xinjiang (damals bekannt als Chinesisch-Turkestan).

## Weitere Tätigkeit
Das Trio verließ China im Jahre 1936 und konnte danach nicht mehr zurückkehren, weil im August 1938 alle Ausländer durch die lokalen Kriegsherren angewiesen wurden, Gansu und Xinjiang zu verlassen. Cable und die French-Schwestern zogen nach Dorset. Nach ihrer Pensionierung wurde Cable eine viel gefragte Rednerin und unternahm mehrere internationale Vortrags-Reisen. Sie und Francesca French wurden Buchautorinnen. Mildred Cable war Vizepräsidentin der British and Foreign Bible Society bis zu ihrem Tod in Dorset im Jahr 1952.
Im Nachruf der Times hieß es zu Mildred Cable: "Es gibt wenige Menschen, deren Tod ein Verlust für Tausende ist. Sie war eine von denen, die es leichter machen, an die Gemeinschaft der Heiligen zu glauben."

## Bibliographie
Die Mehrzahl dieser Werke ist gemeinsam mit Francesca French verfasst worden.
- Mother India’s daughters: An Impression, London: Page & Thomas, (189-?)
- Something Happened, Hodder and Stoughton (1933)
- A Desert journal: Letter from Central Asia (1934)
- Ambassadors for Christ (1935)
- Toward Spiritual Maturity: A Handbook for Those Who Seek It (1939)
- A Parable of Jade (1940)
- The Gobi Desert (1942)
- Wall of Spears: The Gobi Desert (1951)
- Important to Motorists (1935)
- The Book which Demands a Verdict (1946)
- George Hunter Apostle of Turkestan (1948)
- The Red Lama (1927)
- Journey With A Purpose, Hodder & Stoughton (1950)
- Grace, Child of the Gobi (1949)
- The Story of Topsy; Little Lonely of Central Asia (1947)
- Dispatches from North-west Kansu (1925)
- China. Her Life and Her People (1946)
- Why Not the World? The story of the work of God through the Bible Society, London: The British and Foreign Bible Society (1952)
- A Woman Who Laughed: Henrietta Soltau who laughed at impossibilities and cried ‘It shall be done’ London: The China Inland Mission (1934)
- The Challenge of Central Asia a brief survey of Tibet and its Borderlands, Mongolia, north-west Kansu, Chinese Turkistan, and Russian Central Asia, London; New York: World Dominion Press (1929)
- The Bible in mission lands, Fleming H Revell Co (1947)
- The Making of a Pioneer. Percy Mather of Central Asia (1935)
- "Come, follow": the call to service, London: Inter-Vanity Fellowship of Evangelical Unions, (1937)
- The needed gesture to the Church in China, London: World Dominion Press, (1927)
- The Bible in the world, London: Bible Reading Fellowship (1947)
- Powers of darkness: being a record of some observations in demonology (1920)
- Fulfilment of a dream of Pastor Hsi’s: the story of the work in Hwochow (1917)
- With the Bible in Central Asia, London: British and Foreign Bible Society, (1937)
- Towards Spiritual Maturity – A Book For Those Who Seek It (1939)
- What it Means to be a Christian (1950)
- Through Jade Gate And Central Asia (1939?)

## Biographien
- W. J. Platt: Three Women: Mildred Cable, Francesca French, Evangeline French: The Authorized Biography (1964).
- Cecil Northcott: Star Over Gobi: The Story of Mildred Cable

| Personendaten    | Personendaten                                  |
| ---------------- | ---------------------------------------------- |
| NAME             | Cable, Mildred                                 |
| ALTERNATIVNAMEN  | Cable, Alice Mildred (vollständiger Name)      |
| KURZBESCHREIBUNG | englische Missionarin der China-Inland-Mission |
| GEBURTSDATUM     | 21. Februar 1878                               |
| GEBURTSORT       | Guildford                                      |
| STERBEDATUM      | 30. April 1952                                 |